# ویرتسو
ویرتسو (به لاتین: Virtsu) یک منطقهٔ مسکونی در استونی است که در دهستان لانرانا واقع شده‌است. ویرتسو ۵۳۹ نفر جمعیت دارد.